# Ярлаганда
 Ярлаганда (Ярлаган ІІ)  — цар (або обраний отаман) кутіїв, правив 7 років в Шумері у 2123-2116 до н. е/ (2064-2057 до н. е/ за іншими даними).

Походив з міста Ціла. Був знайдений його напис в Уммі.